# لوبيكه
لوبكه (بالألمانية: Lübbecke) هي بلدة ألمانية تقع في ألمانيا في Minden-Lübbecke.[بحاجة لمصدر]  يقدر عدد سكانها بـ 25,927 نسمة .

## المدن التوأمة
مدن Tiszakécske، باد ليبن وردا و بايو هي مدن توأمة لـلوبكه.

## أعلام
- أوتو ميخائيلس
- ماكس ويتغنير
- إيبرهارد فيرنر
- كارل ماير